# Саулюс Міколюнас
Саулюс Міколюнас (лит. Saulius Mikoliūnas, нар. 2 травня 1984, Вільнюс, СРСР) — литовський футболіст, півзахисник збірної Литви та клубу «Шахтар» (Солігорськ).

## Клубна кар'єра
Розпочав професійні футбольні виступи у клубі «Швієса» з рідного Вільнюса у 2002 році. 2004 року перейшов до діючого чемпіона Литви футбольного клуба «Каунас», у складі якого того ж року виграв усі внутрішні футбольні трофеї Литви.
Протягом 2005—2009 років виступав в Единбурзі, де захищав кольори місцевого клубу «Хартс» у чемпіонаті Шотландії. За клуб з Единбурга провів 125 матчів, в яких відзначився 12 разів. Зіграв 102 матчі в чемпіонаті Шотландії (11 голів), 11 — в Кубку Шотландії, 7 — в Кубку Ліги, 5 — в єврокубках (1 гол). Виграв Кубок Шотландії 2006 року.
Влітку 2009 року на правах вільного агента уклав трирічний контракт з київським «Арсеналом». Дебют у Прем'єр лізі України — 18 липня 2009 року у матчі проти луганської «Зорі» (нічия 0:0). Поступово Саулюс став основним гравцем команди і навіть 2012 року допоміг клубу вперше в історії вийти до єврокубків.
На початку 2013 року в зв'язку з фінансовими проблемами в «Арсеналі», клуб змушений був відпустити більшість високооплачуваних футболістів, в тому числі і Саулюса, який як вільний агент, разом з партнерами по команді Олександром Ковпаком та Сергієм Симоненко, 21 січня 2013 підписав контракт з футбольним клубом «Севастополь», що виступав у першій лізі.
Влітку 2014 на правах вільного агента підписав контракт з командою із білоруського чемпіонату «Шахтар» (Солігорськ).

## Виступи за збірні
Викликався до молодіжної збірної Литви.
Виступи за литовську національну збірну розпочав 2004 року. Наразі провів 55 матчів за національну збірну, відзначився трьома голами.
| #  | Дата            | Місце                | Противник | Рахунок | Результат | Змагання         |
| -- | --------------- | -------------------- | --------- | ------- | --------- | ---------------- |
| 1. | 2 червня 2007   | Каунас, Литва        | Грузія    | 1-0     | перемога  | відбір до ЧЄ2008 |
| 2. | 6 вересня 2008  | Клуж-Напока, Румунія | Румунія   | 0-3     | перемога  | відбір до ЧС2010 |
| 3. | 25 березня 2011 | Каунас, Литва        | Польща    | 2-0     | перемога  | товариський матч |

## Досягнення
У складі «Каунаса»:
- Чемпіон Литви: 2004;
- Володар Кубка Литви: 2004;
- Володар Суперкубка Литви: 2004;

У складі «Хартс»:
- Володар Кубка Шотландії: 2005-06.

У складі «Жальгіріса»:
- Чемпіон Литви: 2016, 2020, 2021, 2022
- Володар Кубка Литви: 2015-16, 2016, 2018, 2021, 2022
- Володар Суперкубка Литви: 2016; 2017, 2020, 2023